# Chiara Bazzoni
Chiara Bazzoni (Arezzo, 5 luglio 1984) è una velocista italiana, specializzata nei 400 metri piani.
Ha vinto 2 medaglie d'oro ai Giochi del Mediterraneo a Mersin in Turchia nel 2013 su 400 e 4x400 m. È stata semifinalista sui 400 m sia ai Mondiali di Mosca nel 2013 che agli Europei di Zurigo nel 2014.
In carriera ha vinto 15 titoli nazionali assoluti, di cui 4 individuali sui 400 m: 3 indoor (2013, 2014, 2015) ed 1 outdoor (2013). È una delle staffettiste italiane primatiste della 4x400 m sia outdoor (Chiara Bazzoni, Marta Milani, Maria Enrica Spacca, Libania Grenot) che indoor (Maria Enrica Spacca, Elena Bonfanti, Marta Milani, Chiara Bazzoni). Nelle liste all-time italiane del 2014 figura come staffettista in 4 dei 6 migliori tempi di sempre della 4x400 m. Si allena a Torrita di Siena, Orvieto e Montepulciano, seguita da Angela Fè che è la sua allenatrice da sempre.

## Biografia

### Gli inizi e le prime medaglie ai campionati italiani assoluti
Toscana, nata ad Arezzo (famiglia originaria di Sinalunga) e risiede a Bettolle. Il primo sport praticato da Chiara Bazzoni è stato il nuoto, ma all'età di 10 anni ha iniziato a frequentare le piste di atletica leggera, spinta dal cugino Nicola Bernardini, ex ostacolista, che l'ha portata a vedere i suoi allenamenti; ha cominciato proprio con la pratica degli ostacoli, per poi passare alle distanze piane.
Vince la sua prima medaglia agli assoluti nel 2003 quando agli assoluti di Rieti è bronzo con la 4x400 m ed in precedenza non supera la batteria dei 200 m agli indoor di Genova.
Non è andata oltre la batteria nei 200 m agli assoluti indoor del 2004 a Genova.
Medaglia d'argento nel 2005 agli assoluti di Bressanone con la staffetta 4x400 m.

### 2006-2008: il reclutamento nell'Esercito, l'esordio nella Nazionale assoluta ed i primi titoli assoluti
Nel 2006 è stata reclutata dall'Esercito, dedicandosi all'atletica a tempo pieno.

Come grado militare è Caporal maggiore scelto. Nello stesso anno agli assoluti, sui 400 m non ha superato la batteria sia agli indoor che agli outdoor, mentre ha vinto la medaglia di bronzo con la 4x200 m.
Due medaglie vinte agli assoluti nel 2007: agli indoor, non supera la batteria nei 400 m e si aggiudica il bronzo con la 4x200 m; agli outdoor è stata sesta sui 400 m e vicecampionessa con la 4x400 m.
Nella stagione sportiva 2008 agli assoluti, accoppiata di medaglie uguali per specialità: titolo nazionale in staffetta sia con la 4x200 m (indoor) che con la 4x400 m; due medaglie di bronzo sui 400 m (indoor ed outdoor). 

Sempre nel 2008 esordisce con la Nazionale assoluta gareggiando con la staffetta 4x400 m in Coppa Europa ad Annecy in Francia e terminando all'ottavo posto.

### 2009-2011: il record nazionale nella staffetta 4x400 metri, podio sfiorato agli Europei outdoor e indoor
Una sola medaglia, ma d'oro, agli assoluti del 2009: il secondo titolo personale nella specialità della staffetta 4x400 m; sempre in staffetta è stata squalificata con la 4x200 m. Invece nelle prove individuali sui 400 m, è giunta sesta entrambe le volte sia indoor che outdoor.
Nel 2010, ai Campionati europei di Barcellona in Spagna, Chiara Bazzoni diventa primatista italiana nella staffetta 4x400 m ed il record era imbattuto da 11 anni. In precedenza, sempre a livello internazionale, gareggia all'Europeo per nazioni a Bergen in Norvegia terminando settima con la 4x400 m.

Agli italiani assoluti è stata argento sui 400 m e si ritirata nella 4x200 m (indoor), bronzo sui 400 m ed argento con la 4x400 m (outdoor).
Nel 2011 ha ottenuto il bronzo sui 400 m agli assoluti indoor; poi agli outdoor è stata quarta sempre sui 400 m ed invece ha vinto il titolo italiano con la 4x400 m.
In competizioni internazionali ha gareggiato in tre occasioni con la staffetta 4x400 m: al coperto ha partecipato agli Europei indoor di Parigi in Francia terminando quarta con la 4x400 m e realizzando il record italiano, poi migliorato; quindi all'Europeo per nazioni in Svezia a Stoccolma è giunta sesta ed infine ai Mondiali in Corea del Sud a Taegu, sempre con la staffetta 4x400 m, non è andata oltre la batteria.

### 2012-2014: i due ori ai Giochi del Mediterraneo, le olimpiadi londinesi, il poker di titoli in una stagione ed il record nazionale con la staffetta 4x400 metri ai Mondiali indoor
Nel 2012 è stata assente agli assoluti indoor di Ancona, mentre a quelli outdoor svoltisi a Bressanone ha vinto un bronzo sui 400 m ed il titolo nazionale con la staffetta 4x400 m.
A livello internazionale ha corso agli Europei di Helsinki in Finlandia: è uscita in batteria sia sui 400 che con la 4x400 m ed alle Olimpiadi di Londra gareggiando nella staffetta 4x400 m con cui non è riuscita a superare la batteria che avrebbe dato accesso alla finale.
Dal 2013 trascorre periodici periodi di preparazione a Roma nel gruppo del tecnico Vincenzo De Luca.

Durante lo stesso anno ha fatto en plein agli assoluti (indoor ed outdoor), vincendo 4 titoli italiani con due doppiette: 400 (suo primo titolo assoluto individuale) e 4x200 m agli indoor, 400 e 4x400 m agli outdoor.
Sempre nel 2013 in competizioni internazionali, ha preso parte agli Europei indoor di Göteborg in Svezia uscendo in batteria sui 400 m.

Quindi è arrivata la doppietta di titoli ai Giochi del Mediterraneo tenutisi in Turchia a Mersin: Chiara Bazzoni durante la manifestazione ha infatti vinto sia sui 400 m che con la 4x400 m. 
Poi è arrivata la partecipazione all'Europeo per nazioni in Gran Bretagna a Gateshead dove si è classificata ottava con la 4x400 m.
Infine ha preso parte ai Mondiali di Mosca in Russia: semifinale sui 400 m e batteria nella 4x400 m.
Nel 2014 agli assoluti indoor di Ancora ha vinto il titolo nazionale sui 400 m, mentre con la staffetta 4x200 m non è partita; agli outdoor di Rovereto invece è stata vicecampionessa sui 400 m ed ha vinto il titolo italiano con la 4x400 m.
A livello internazionale nella stagione indoor partecipa ai Mondiali al coperto di Sopot in Polonia con la 4x400 m realizzando in batteria il nuovo record italiano, migliorando dopo tre anni il precedente fatto registrare agli Europei indoor di Parigi 2011. La stagione all'aperto la vede arrivare in sesta posizione sia alle IAAF World Relays a Nassau nelle Bahamas che all'Europeo per nazioni in Germania a Braunschweig. Infine agli Europei di Zurigo in Svizzera non riesce a superare la semifinale sui 400 m, mentre con la staffetta 4x400 m giunge al settimo posto.

### 2015: doppietta di titoli agli assoluti indoor
Nel 2015 agli assoluti indoor di Padova centra la doppietta di titoli di 400 e 4x200 m.
Alle IAAF World Relays a Nassau nelle isole Bahamas, termina al nono posto in classifica; viene però squalificata perché l'ultima frazionista, Maria Benedicta Chigbolu a pochi metri dall'arrivo cade, perde il testimone e taglia il traguardo senza.

Partecipa con la staffetta 4x400 m all'Europeo per nazioni in Russia a Čeboksary concludendo al quarto posto.
Due medaglie agi assoluti di Torino: oro con la staffetta 4x400 m e bronzo sui 400 m (pur essendo tra le iscritte sui 200 m, però non ha gareggiato).
Ai Mondiali cinesi di Pechino ha disputato la batteria con la staffetta 4x400 m, ma non è riuscita a qualificarsi per la finale.
A Novembre del 2017 a Scandicci le è stato assegnato il riconoscimento "Notte del Pallone rosa - Premio Maria Nisticò"  7^ Edizione. 

## Record nazionali

### Seniores
- Staffetta 4×400 metri: 3'25”71 ( Barcellona, 1º agosto 2010), (Chiara Bazzoni, Marta Milani, Maria Enrica Spacca, Libania Grenot)[14]
- Staffetta 4×400 metri indoor: 3'31” 99 ( Sopot, 8 marzo 2014), (Maria Enrica Spacca, Elena Bonfanti, Marta Milani, Chiara Bazzoni)[15]

## Progressione

### 200 metri piani
| Stagione | Tempo | Luogo    | Data      | Rank. Mond. |
| -------- | ----- | -------- | --------- | ----------- |
| 2015     | 24"27 | Orvieto  | 10-7-2015 |             |
| 2014     | 23"84 | Rieti    | 31-7-2014 |             |
| 2013     | 23"74 | Orvieto  | 12-7-2013 |             |
| 2012     | 23"95 | Rieti    | 9-5-2012  |             |
| 2011     | 24"11 | Firenze  | 10-7-2011 |             |
| 2010     | 24"04 | Firenze  | 16-5-2010 |             |
| 2009     | 24"14 | Rieti    | 17-5-2009 |             |
| 2008     | 24"18 | Rieti    | 22-5-2008 |             |
| 2007     | 24"43 | Quarrata | 8-7-2007  |             |
| 2006     | 25"07 | Roma     | 18-6-2006 |             |
| 2005     | 24"97 | Aulla    | 23-7-2005 |             |

### 400 metri piani
| Stagione | Tempo | Luogo       | Data      | Rank. Mond. |
| -------- | ----- | ----------- | --------- | ----------- |
| 2015     | 52"51 | Gainesville | 24-4-2015 |             |
| 2014     | 52"19 | Zurigo      | 12-8-2014 |             |
| 2013     | 52"06 | Mersin      | 28-6-2013 |             |
| 2012     | 52"62 | Bressanone  | 8-7-2012  |             |
| 2011     | 52"72 | Vila Real   | 28-5-2011 |             |
| 2010     | 53"25 | Grosseto    | 1-7-2010  |             |
| 2009     | 54"04 | Castellón   | 30-5-2009 |             |
| 2008     | 54"32 | Firenze     | 5-7-2008  |             |
| 2007     | 54"43 | Padova      | 28-7-2007 |             |
| 2006     | 55"90 | Rieti       | 24-6-2006 |             |
| 2005     | 55"68 | Pergine     | 25-6-2005 |             |

### 400 metri piani indoor
| Stagione | Tempo | Luogo  | Data      | Rank. Mond. |
| -------- | ----- | ------ | --------- | ----------- |
| 2015     | 53"51 | Padova | 22-2-2015 |             |
| 2014     | 53"44 | Ancona | 23-2-2014 |             |
| 2013     | 53"78 | Ancona | 17-2-2013 |             |
| 2012     | 53"78 | Ancona | 28-1-2012 |             |
| 2011     | 53"82 | Ancona | 19-2-20   |             |
| 2010     | 53"80 | Ancona | 27-2-2010 |             |
| 2009     | 54"75 | Torino | 21-2-2009 |             |
| 2008     | 54"88 | Genova | 23-2-2008 |             |
| 2007     | 54"74 | Genova | 11-2-2007 |             |
| 2006     | 56"86 | Genova | 22-1-2006 |             |

## Palmarès
| Anno | Manifestazione          | Sede       | Evento        | Risultato  | Prestazione | Note                                     |
| ---- | ----------------------- | ---------- | ------------- | ---------- | ----------- | ---------------------------------------- |
| 2010 | Europei                 | Barcellona | 4×400 m       | Bronzo     | 3'25"71     | [ 16 ]                                   |
| 2011 | Europei indoor          | Parigi     | 4×400 m       | 4ª         | 3'33"70     | [ 17 ]                                   |
| 2011 | Mondiali                | Taegu      | 4×400 m       | Batteria   | 3'26"48     | [ 18 ]                                   |
| 2012 | Europei                 | Helsinki   | 400 m piani   | Batteria   | 53"92       | [ 19 ]                                   |
| 2012 | Europei                 | Helsinki   | 4×400 m       | Batteria   | 3'31"64     | [ 20 ]                                   |
| 2012 | Giochi olimpici         | Londra     | 4×400 m       | Batteria   | 3'29"01     | [ 21 ]                                   |
| 2013 | Europei indoor          | Göteborg   | 400 m piani   | Batteria   | 54"55       | [ 22 ]                                   |
| 2013 | Giochi del Mediterraneo | Mersin     | 400 m piani   | Oro        | 52"06       | [ 23 ]                                   |
| 2013 | Giochi del Mediterraneo | Mersin     | 4×400 m       | Oro        | 3'32"44     | [ 24 ]                                   |
| 2013 | Mondiali                | Mosca      | 400 m piani   | Semifinale | 52"11       | [ 25 ]                                   |
| 2013 | Mondiali                | Mosca      | 4×400 m       | Finale     | dq          | [ 25 ]                                   |
| 2014 | Mondiali indoor         | Sopot      | 4×400 m       | Batteria   | 3'31"99     | [ 26 ]                                   |
| 2014 | World Relays            | Nassau     | 4×400 m       | 6ª         | 3'27"44     | [ 27 ]                                   |
| 2014 | Europei                 | Zurigo     | 400 m piani   | Semifinale | 53"50       | [ 28 ]                                   |
| 2014 | Europei                 | Zurigo     | 4×400 m       | 7ª         | 3'28"30     | [ 29 ]                                   |
| 2015 | Europei indoor          | Praga      | 400 m piani   | Batteria   | 53"85       |                                          |
| 2015 | World Relays            | Nassau     | 4×400 m       | Batteria   | dq          | [ 10 ]                                   |
| 2015 | Mondiali                | Pechino    | 4×400 m       | Batteria   | 3'27"07     | [ 30 ]                                   |
| 2016 | Europei                 | Amsterdam  | 4×400 m       | Bronzo     | 3'27"49     | Miglior prestazione personale stagionale |
| 2018 | Mondiali indoor         | Birmingham | 4×400 m       | 5ª         | 3'31"55     | Record nazionale                         |
| 2019 | Europei indoor          | Glasgow    | 4×400 m       | Bronzo     | 3'31"90     |                                          |
| 2019 | World Relays            | Yokohama   | 4×400 m       | Bronzo     | 3'27"74     | [ 31 ]                                   |
| 2019 | World Relays            | Yokohama   | 4×400 m mista | 4ª         | 3'20"28     |                                          |

## Campionati nazionali
- 8 volte campionessa assoluta della staffetta 4x400 m (2008, 2009, 2011, 2012, 2013, 2014, 2015)
- 3 volte campionessa assoluta indoor dei 400 m (2013, 2014, 2015)
- 1 volta campionessa assoluta dei 400 m (2013)
- 3 volte campionessa assoluta indoor della staffetta 4x200 m (2008, 2013, 2015)

2003
- In batteria ai Campionati italiani assoluti indoor, (Genova), 200 m - 24”84[32]
- Bronzo ai Campionati italiani assoluti, (Rieti),
4x400 m - 3'49”54[33]

2004
- In batteria ai Campionati italiani assoluti indoor, (Genova), 200 m - 24”90[34]

2005
- Argento ai Campionati italiani assoluti, (Bressanone), 4x400 m - 3'48”80[35]

2006
- In batteria ai Campionati italiani assoluti indoor, (Ancona), 400 m - 56”97[36]
- Bronzo ai Campionati italiani assoluti indoor, (Ancona), 4x200 m - 1'39”75[37]
- In batteria ai Campionati italiani assoluti, (Torino),
400 m - 56”73[38]

2007
- In batteria ai Campionati italiani assoluti indoor, (Ancona), 400 m - 56”12[39]
- Bronzo ai Campionati italiani assoluti indoor, (Ancona), 4x200 m - 1'39”18[40]
- 6ª ai Campionati italiani assoluti, (Padova),
400 m - 54”43[41]
- Argento ai Campionati italiani assoluti, (Padova), 4x400 m - 3'40”91[42]

2008
- Bronzo ai Campionati italiani assoluti indoor, (Genova), 400 m - 55”06[43]
- Oro ai Campionati italiani assoluti indoor, (Genova), 4x200 m - 1'37”27[44]
- Bronzo ai Campionati italiani assoluti, (Cagliari), 400 m - 54”64[45]
- Oro ai Campionati italiani assoluti, (Cagliari),
4x400 m - 3'41”62[46]

2009
- 6ª ai Campionati italiani assoluti indoor, (Torino),
400 m - 55”51[47]
- In batteria ai Campionati italiani assoluti indoor, (Torino), 4x200 m - dq[48]
- 6ª ai Campionati italiani assoluti, (Milano)
400 m - 54”66[49]
- Oro ai Campionati italiani assoluti, (Milano),
4x400 m - 3'39”93[50]

2010
- Argento ai Campionati italiani assoluti indoor, (Ancona), 400 m - 54”07[51]
- In batteria ai Campionati italiani assoluti indoor, (Ancona), 4x200 m - r[52]
- Bronzo ai Campionati italiani assoluti, (Grosseto), 400 m - 53”25[53]
- Argento ai Campionati italiani assoluti, (Grosseto), 4x400 m - 3'42”04[54]

2011
- Bronzo ai Campionati italiani assoluti indoor, (Ancona), 400 m - 53”82[55]
- 4ª ai Campionati italiani assoluti, (Torino),
400 m - 52”95[56]
- Oro ai Campionati italiani assoluti, (Torino),
4x400 m - 3'38”86[57]

2012
- Bronzo ai Campionati italiani assoluti, (Bressanone), 400 m - 52”62[58]
- Oro ai Campionati italiani assoluti, (Bressanone), 4x400 m - 3'39”94[59]

2013
- Oro ai Campionati italiani assoluti indoor, (Ancona), 400 m - 53”78[60]
- Oro ai Campionati italiani assoluti indoor, (Ancona), 4x200 m - 1'37”72[61]
- Oro ai Campionati italiani assoluti, (Milano),
400 m - 52”57[62]
- Oro ai Campionati italiani assoluti, (Milano),
4x400 m - 3'39”33[63]

2014
- Oro ai Campionati italiani assoluti indoor, (Ancona), 400 m - 53”44[64]
- In batteria ai Campionati italiani assoluti indoor, (Ancona), 4x200 m - dns[65]
- Argento ai Campionati italiani assoluti, (Rovereto), 400 m - 52”47[66]
- Oro ai Campionati italiani assoluti, (Rovereto), 4x400 m - 3'38”44[67]

2015
- Oro ai Campionati italiani assoluti indoor, (Padova), 400 m - 53"51[68]
- Oro ai Campionati italiani assoluti indoor, (Padova), 4x200 m - 1'37"80[69]
- Bronzo ai Campionati italiani assoluti, (Torino),
400 m - 53"05[70]
- Oro ai Campionati italiani assoluti (Torino),
4×400 m - 3'35"40[71]

2017
- Oro ai campionati italiani assoluti, staffetta 4x400 m - 3'34"98

## Altre competizioni internazionali
2008
- 8ª in Coppa Europa, ( Annecy),
4x400 m - 3'34” 15[72]

2009
- 4ª in Coppa dei Campioni per club, ( Castellón), 400 m - 54” 04[73]
- 4ª in Coppa dei Campioni per club, ( Castellón), 4x100 m - 45” 35[73]
- Argento in Coppa dei Campioni per club,
( Castellón), 4x400 m - 3'38” 04[74]

2010
- 7ª all'Europeo per nazioni, ( Bergen),
4x400 m - 3'31” 16[75]

2011
- 5ª in Coppa dei Campioni per club,
( Vila Real de Santo António), 200 m - 24” 47[76]
- Argento in Coppa dei Campioni per club,
( Vila Real de Santo António), 400 m - 52” 72[77]
- Bronzo in Coppa dei Campioni per club,
( Vila Real de Santo António), 4x400 m 3'36” 96[78]
- 6ª all'Europeo per nazioni, ( Stoccolma),
4x400 m - 3'30” 11[79]

2012
- 4ª in Coppa dei Campioni per club,
( Vila Real de Santo António),
200 m - 24” 05[80]
- 4ª in Coppa dei Campioni per club,
( Vila Real de Santo António),
4x100 m - 46” 56[80]
- 4ª in Coppa dei Campioni per club,
( Vila Real de Santo António),
4x400 m - 3'40” 70[81]

2013
- 8ª all'Europeo per nazioni, ( Gateshead),
4x400 m - 3'35” 26[82]

2014
- 6ª all'Europeo per nazioni, ( Braunschweig),
4x400 m - 3'30” 17[83]

2015
- 4ª all'Europeo per nazioni, ( Čeboksary), 4x400 m - 3'29"83[84]